# 徐方來
徐方來（1612年9月7日—？年），字進之，四川重慶府銅梁縣人，明朝末年政治人物。

## 生平
崇禎九年丙子科四川鄉試中式舉人，崇禎十年（1637年）聯捷丁丑科進士。吏部觀政，崇禎十二年（1639年）二月，授行人司行人。
安宗時，任刑科給事中。弘光元年（1645年，清順治二年）五月，隨忻城伯趙之龍等眾官在南京降清 。

## 家族
曾祖徐伯愛，祖徐仲秋，父徐籥。